# Spiraea hypoleuca
Spiraea hypoleuca är en rosväxtart som beskrevs av Stephen Troyte Dunn. Spiraea hypoleuca ingår i släktet spireor, och familjen rosväxter. Inga underarter finns listade i Catalogue of Life.